# Abdul Wahab Zahiri
Abdul Wahab Zahiri (* 27. Mai 1992 in Nangarhar) ist ein afghanischer Leichtathlet, welcher sich auf den 100-Meter-Lauf spezialisiert hat. Er nahm für Afghanistan an den Olympischen Spielen 2016 in Rio de Janeiro und an den Asienspielen 2018 in Jakarta teil.

## Karriere

### Olympische Sommerspiele
Abdul Wahab Zahiri gehörte im Jahr 2016 in Rio de Janeiro bei den Olympischen Sommerspielen zu dem aus drei Sportlern bestehenden afghanischen Aufgebot Er startete am 13. August 2016 beim Vorrundenlauf über 100 Meter im Estádio Olímpico João Havelange und absolvierte den olympischen Wettkampf mit einer Zeit von 11,56 s. Mit dieser persönlichen Bestzeit erreichte er den siebten Platz von achten gestarteten Läufern und schied vorzeitig in der Vorrunde aus dem Wettbewerb aus.

### Asienmeisterschaften
Zahiri nahm an den 22. Leichtathletik-Asienmeisterschaften 2017 in Bhubaneshwar vom 6. bis 9. Juli 2017 im Kalinga Stadium für Afghanistan teil. Mit einer Laufzeit von 11,63 s im Wettkampf über 100 Meter konnte er den 34. Platz erreichen, womit er sich nicht für das Halbfinale mit den 24 schnellsten Läufern qualifizierte.
Im Wettkampf mit der 4-mal-400-Meter-Staffel nahm er zusammen mit seinen Mannschaftskameraden Wais Ibrahim Khairandesh, Guhary Abdul Zaher und Sadat Khoshal für Afghanistan teil. Den Wettkampf in der Vorrunde am 9. Juli 2017 im Kalinga Stadium beendete er in einer Gesamtzeit von 3:20,77 min auf dem zehnten Platz von zwölf teilnehmenden Mannschaften. Diese Zeit stellte einen neuen nationalen Rekord für Afghanistan dar jedoch war sie nicht ausreichend um das Finale mit den acht schnellsten Staffeln zu erreichen und er schied aus dem Wettbewerb aus.

### Asienspiele
An den 18. Asienspielen 2018 in Jakarta und Palembang nahm Zahiri am 100 Meter Lauf im Gelora-Bung-Karno-Stadion für Afghanistan teil. In seinem Wettkampf in der Vorrunde erreichte er eine Zeit von 11,65 s und schied als Gruppenletzter aus dem Wettbewerb vorzeitig aus.

## Persönliche Bestzeiten
- 100 Meter: 10,56 s, 13. August 2016 in Rio de Janeiro
- 4 × 400 Meter: 3:20,77 min, 9. Juli 2017 in Bhubaneshwar